# Jef Depassé

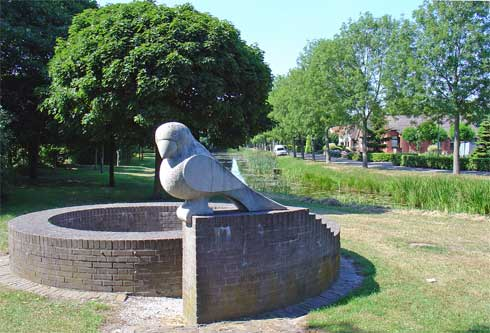
De ZeeuwMeeuw bij het Zeelandstreekje in Drouwermond.

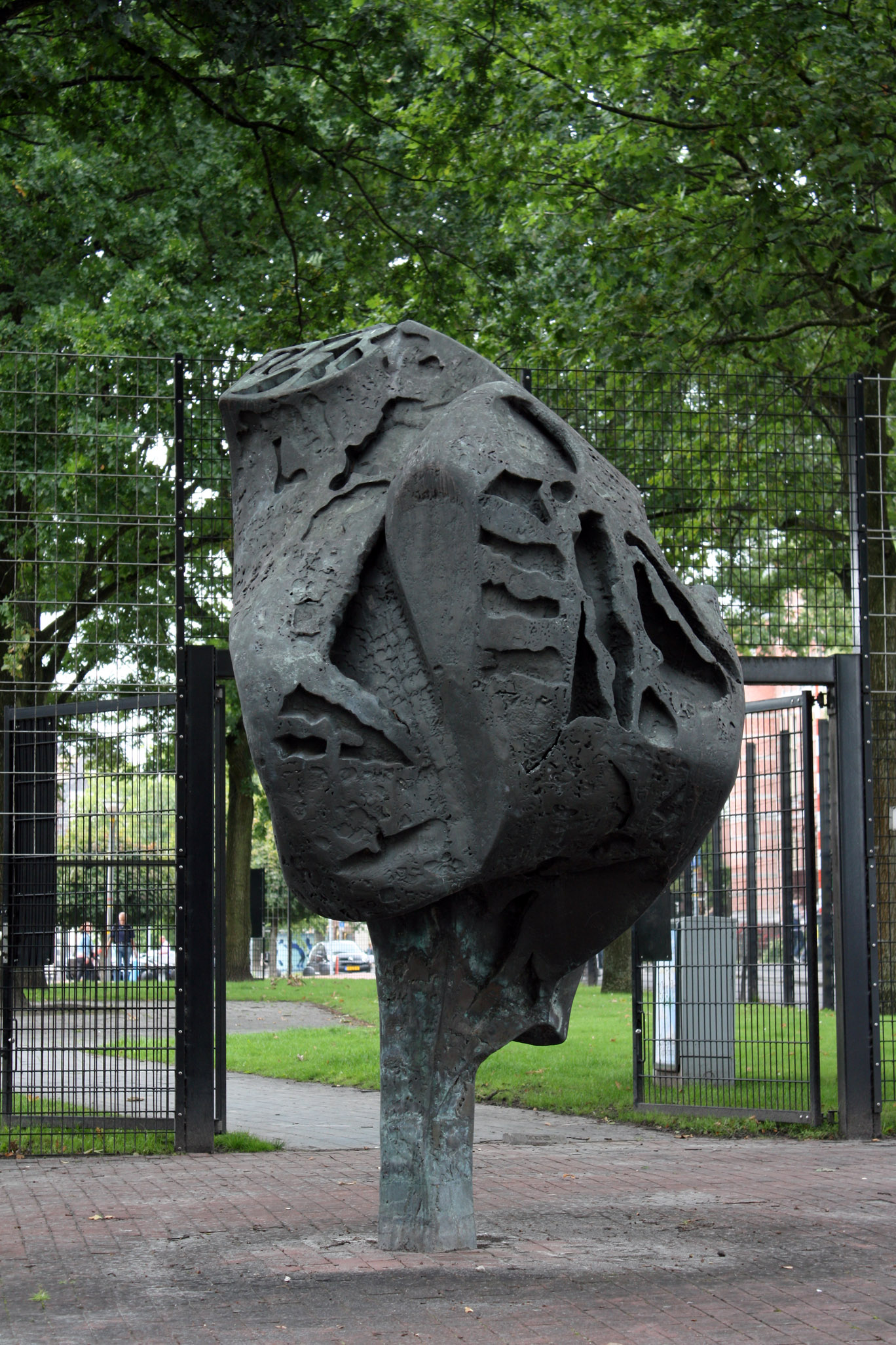
Zonder titel (1972), Groningen.

Jef Depassé, eigenlijk Jef Depasse Huisman, (Amsterdam, 9 juli 1943 – Paterswolde, 22 december 2021) was een Nederlands beeldhouwer.

## Leven en werk
Jef Depassé werd geboren in Amsterdam als zoon van Cornelis Huisman en Joke Depasse. Hij kwam op vijfjarige leeftijd met zijn moeder en stiefvader Wim van den Hoek in Drenthe terecht. Van den Hoek was beeldhouwer en maakte sieraden met zijn vrouw. Depassé wilde in eerste instantie zelf een andere kant op, volgde een opleiding aan de Hogere Tuinbouwschool in Frederiksoord en werd tuinarchitect. Na een tijdje ging hij beelden maken voor tuinen en ontwikkelde zich als beeldhouwer. Hij volgde geen kunstenaarsopleiding, maar leerde veel in de tweeënhalf jaar die hij als assistent bij beeldhouwer Edu Waskowsky werkte. Hij werkte mee aan het Joods monument van Waskowsky dat in 1977 aan de Hereweg in Groningen werd onthuld.
Depassé maakte beelden in hout, steen, brons en messing. Hij werkte zowel abstract als figuratief. Dieren waren een terugkerend onderwerp in zijn werk. Hij had een atelier in Paterswolde, in de nazomer van 2020 ging hij met pensioen. Een jaar later overleed hij, op 78-jarige leeftijd. Kort voor zijn overlijden schonk hij een van zijn beelden aan Museum De Buitenplaats in Eelde.

## Enkele werken
- 1968 Rijkdom der aarde, bij AkzoNobel in Farmsum. Gemaak ter gelegenheid van het 50-jarig bestaan van de Koninklijke Nederlandse Zoutindustrie.[4]
- 1972 zonder titel, Westerhaven, Groningen. Opdracht in 1971 in het kader van de BKR, gerealiseerd in 1972, geplaatst in 1973.[5]
- 1978 Natuurlijk evenwicht, Stadspark, Groningen.
- ca. 1984 Marmeren paard, Plantsoenweg, Sauwerd. Geplaatst in 1986.
- 1985 De veenarbeiders, Semsstraat, Eexterveenschekanaal.
- 1986 Salomon en Leentje, Martenshoek (Hoogezand).
- 1986 Bizonnetje, Adorp.
- 1987 ZeeuwMeeuw, Zeelandstreekje, Drouwenermond.
- 1987 De Waterlander, Provincialeweg/Havenstraat, Usquert.[6]
- 1992 Roemtepeerd, Dorpshuisweg, Harkstede.
- 1999 Jan van Schenkel of  Jan van Luuks, Rijksweg/Zuidstraat, Uffelte.

## Fotogalerij

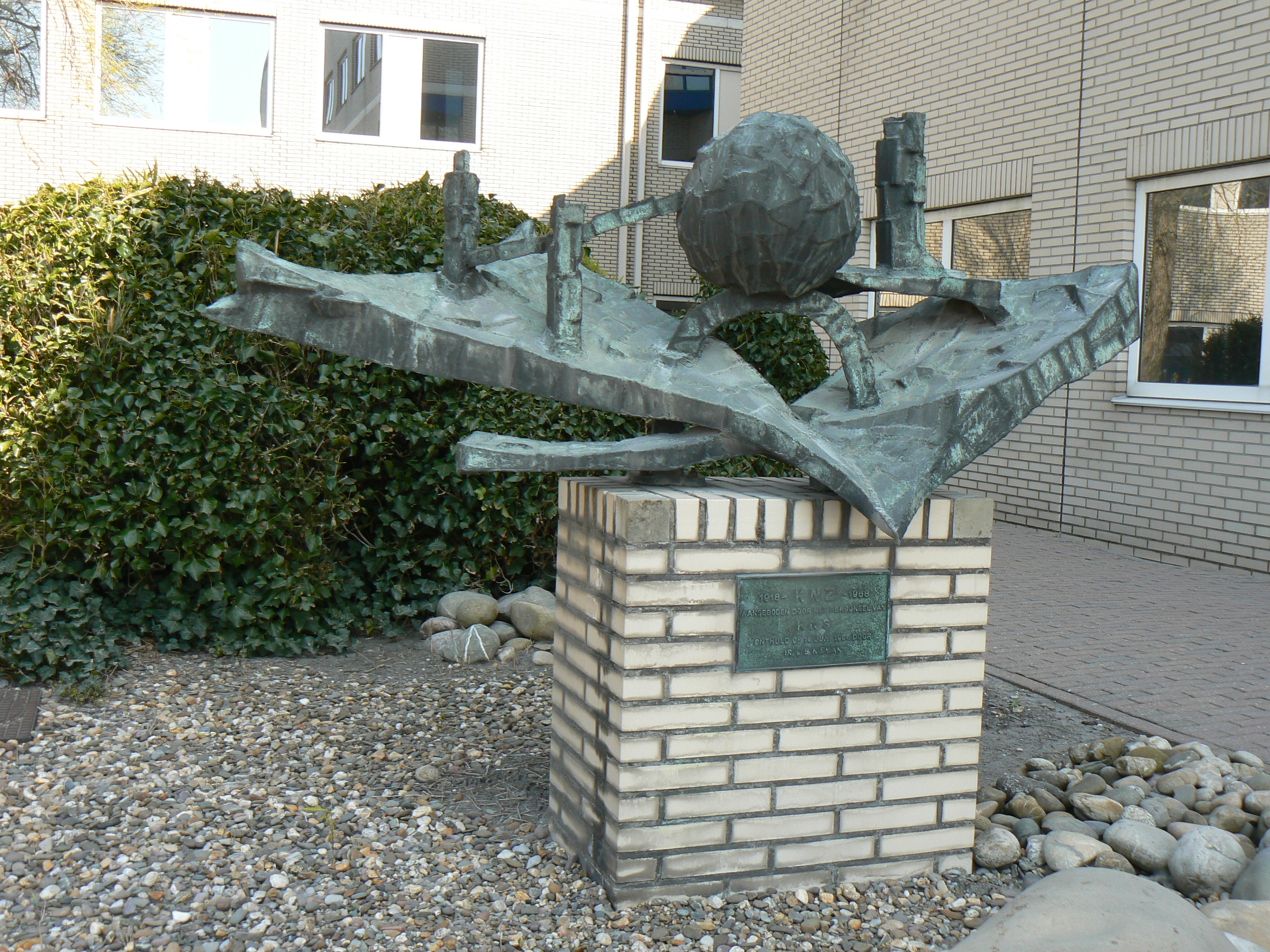
Rijkdom der aarde (1968), Farmsum
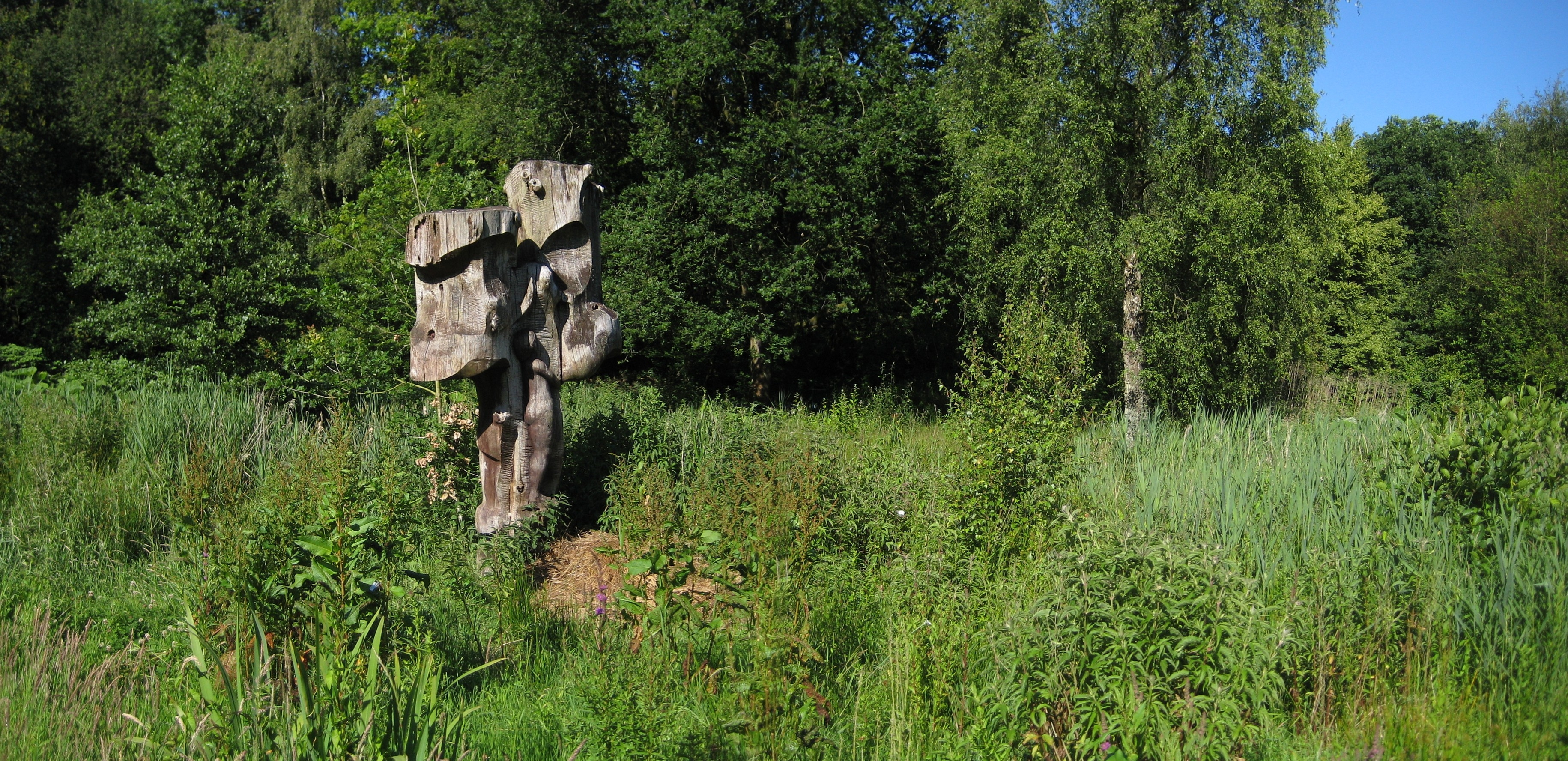
Natuurlijk evenwicht (1978),  Groningen
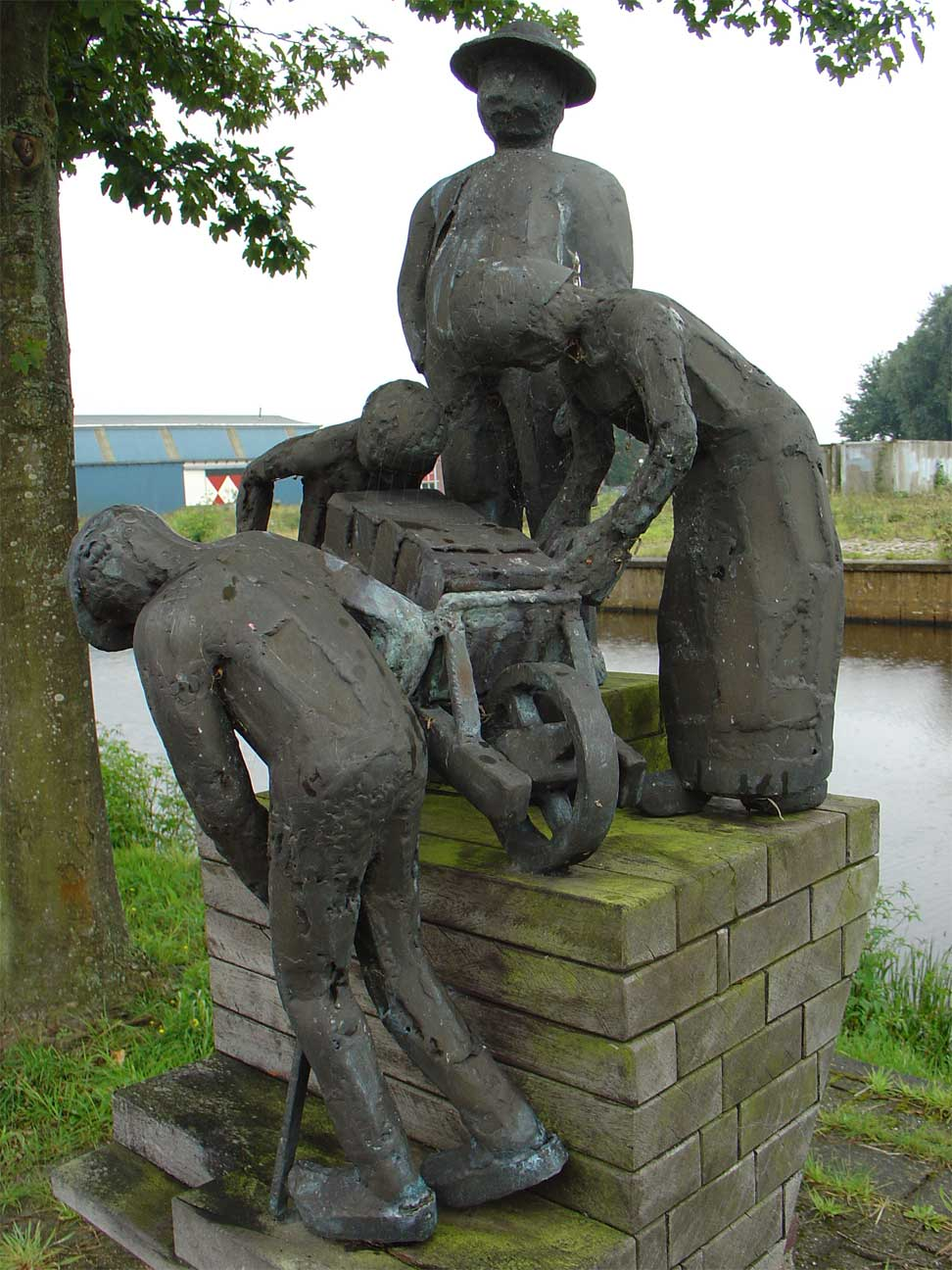
De veenarbeiders (1985), Eexterveenschekanaal
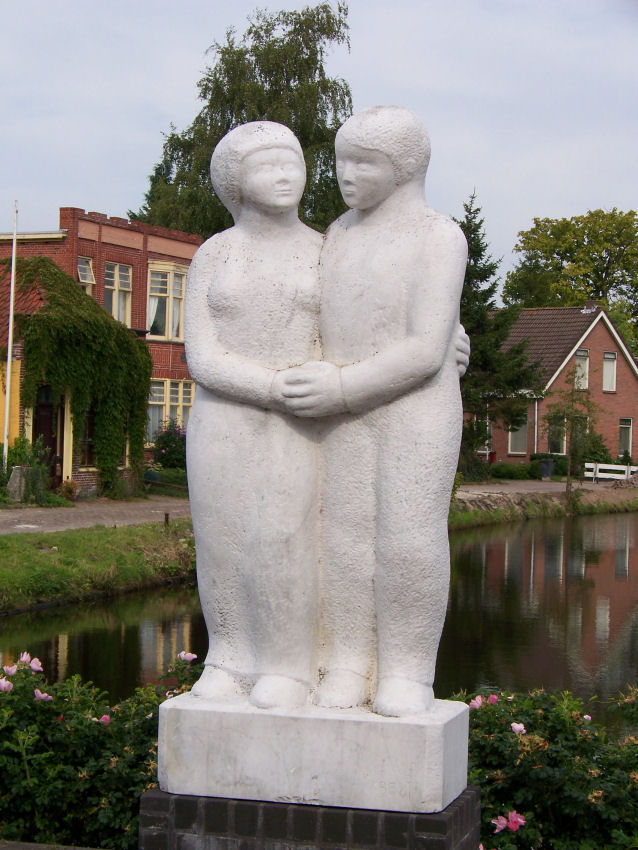
Salomon en Leentje (1986), Martenshoek